# Belmore (Ohio)

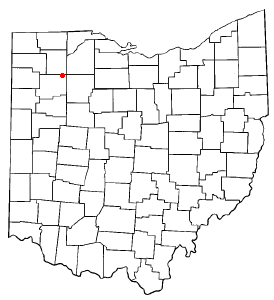
Belmore na planie stanu Ohio

Belmore – wieś w USA, w stanie Ohio, w hrabstwie Putnam. Wieś założono w roku 1862 jako Montgomeryville, a nazwę zmieniono na Belmore w roku 1868.
W roku 2010, 39,2% mieszkańców było w wieku poniżej 18 lat, 8,4% było w wieku od 18 do 24 lat, 20,3% było od 25 do 44, 21% od 45 do 64 lat, a 11,2% było w wieku 65 lat lub starszych. We wsi było 50,3% mężczyzn i 49,7% kobiet.
Liczba mieszkańców w 2010 roku wynosiła 143, a w roku 2012 wynosiła 142.